# Ник, Меган
Меган Ник (англ. Megan Nick; род. 9 июля 1996, Вермонт, США) — американская фристайлистка (лыжная акробатика), бронзовый призёр зимних Олимпийских игр 2022 года.

## Биография
Ник дебютировала на международных соревнованиях по фристайлу в Кубке Nor-Am в Парк-Сити в декабре 2013 года, заняв десятое и пятое места соответственно на двух стартах. В сезоне 2015/16 годов она смогла семь раз войти в десятку лучших спортсменов лыжников-акробатов на международных стартах по фристайлу.
На Кубке мира американская лыжница дебютировала в январе 2017 года в Лейк-Плэсиде, где заняла 23-е место. В сезоне 2019/20 годов она финишировала в первой десятке на всех пяти этапах Кубка мира по лыжной акробатике. Её первый подиум, второе место, состоялся на этапе Кубка мира в Дир-Вэлли. Также второе место она завоевала на этапе в Алма-Ате. По итогам сезона она стала четвёртой в зачёте лыжной акробатики. 
На зимних Олимпийских играх 2022 года в Пекине, в дисциплине лыжная акробатика, Ник завоевала бронзовую медаль. 